# Luciano Rabottini
Luciano Rabottini (Beyne-Heusay, Bèlgica, 23 de gener de 1958) és un ciclista italià, ja retirat, que fou professional entre 1981 i 1990. És el pare del també ciclista Matteo Rabottini. El seu principal èxit esportiu fou el triomf a la Tirrena-Adriàtica de 1986.

## Palmarès
- 1979
  - 1r a la Coppa San Sabino
- 1983
  - 1r al Gran Premi de la Indústria i el Comerç de Prato
- 1986
  - 1r a la Tirrena-Adriàtica i vencedor d'una etapa
- 1989
  - 1r al Giro de Campania

### Resultats al Giro d'Itàlia
- 1981. 77è de la classificació general
- 1982. 44è de la classificació general
- 1983. 63è de la classificació general
- 1984. 67è de la classificació general
- 1985. 61è de la classificació general
- 1986. 56è de la classificació general
- 1988. 53è de la classificació general
- 1989. 94è de la classificació general
- 1990. 96è de la classificació general